# HD 209458
HD 209458 é uma estrela de magnitude 7,65 localizada na constelação de Pegasus. É parecida com o Sol, e é uma anã amarela de tipo espectral G0V. Situada a 154 anos-luz da Terra, não é visível a olho nu, mas com um binóculo ou pequeno telescópio é detectada facilmente.
Em 1999 duas equipes trabalhando independentemente (uma com astrônomos do Observatório de Geneva, o Harvard-Smithsonian Center for Astrophysics, e o Observatório Wise; a outra era do California and Carnegie Planet Search) descobriram um planeta extrassolar orbitando HD 209458 usando o método da velocidade radial. Após a descoberta, equipes separadas lideradas por David Charbonneau e Gregory W. Henry conseguiram detectar um trânsito do planeta ao longo da superfície da estrela, fazendo dele o primeiro planeta extrassolar de trânsito conhecido.
Devido ao trânsito do planeta, o brilho de HD 209458 diminui cerca de 2% a cada 3,5 fazendo da estrela uma variável extrínseca. Sua designação de estrela variável é V376 Pegasi. Ela é o protótipo da classe variável "EP" do General Catalogue of Variable Stars, definido como estrelas que mostram eclipses causados pelos seus planetas.

## Sistema planetário
HD 209458 é orbitado pelo planeta extrassolar HD 209458 b, descoberto em 5 de novembro de 1999. Ele ganhou ainda mais notoriedade quando foi descoberto vapor de água em sua atmosfera.
| Planeta | Massa            | Semieixo maior (UA) | Período orbital (dias) | Excentricidade |
| ------- | ---------------- | ------------------- | ---------------------- | -------------- |
| b       | 0,714 ± 0,017 MJ | 0,04747             | 3,52474859             | 0,014 ± 0,005  |